# Roter Tropfen (Steigerwaldklub)
Der Roter Tropfen ist ein Fernwanderweg vom Heidebuck (448 m ü. NHN) bei Weigenheim nach Dutzenthal in Mittelfranken. Er ist 13 km lang und führt durch den Steigerwald. Der Weg verläuft im Naturpark Steigerwald.
Markiert wird der Verlauf mit dem Wegzeichen „Roter Tropfen auf weißem Grund“. 
Der Wanderweg startet auf dem Heidebuck und führt östlich nach Markt Nordheim. Weiter geht es über Deutenheim zum Zielort Dutzenthal.
In Dutzenthal hat der Weg Anschluss an den gleichnamigen Wanderweg des Fränkischen Albverein nach Ansbach.

## Streckenverlauf
- Heidebuck
- Markt Nordheim
- Deutenheim
- Dutzenthal